# Martín Fiz

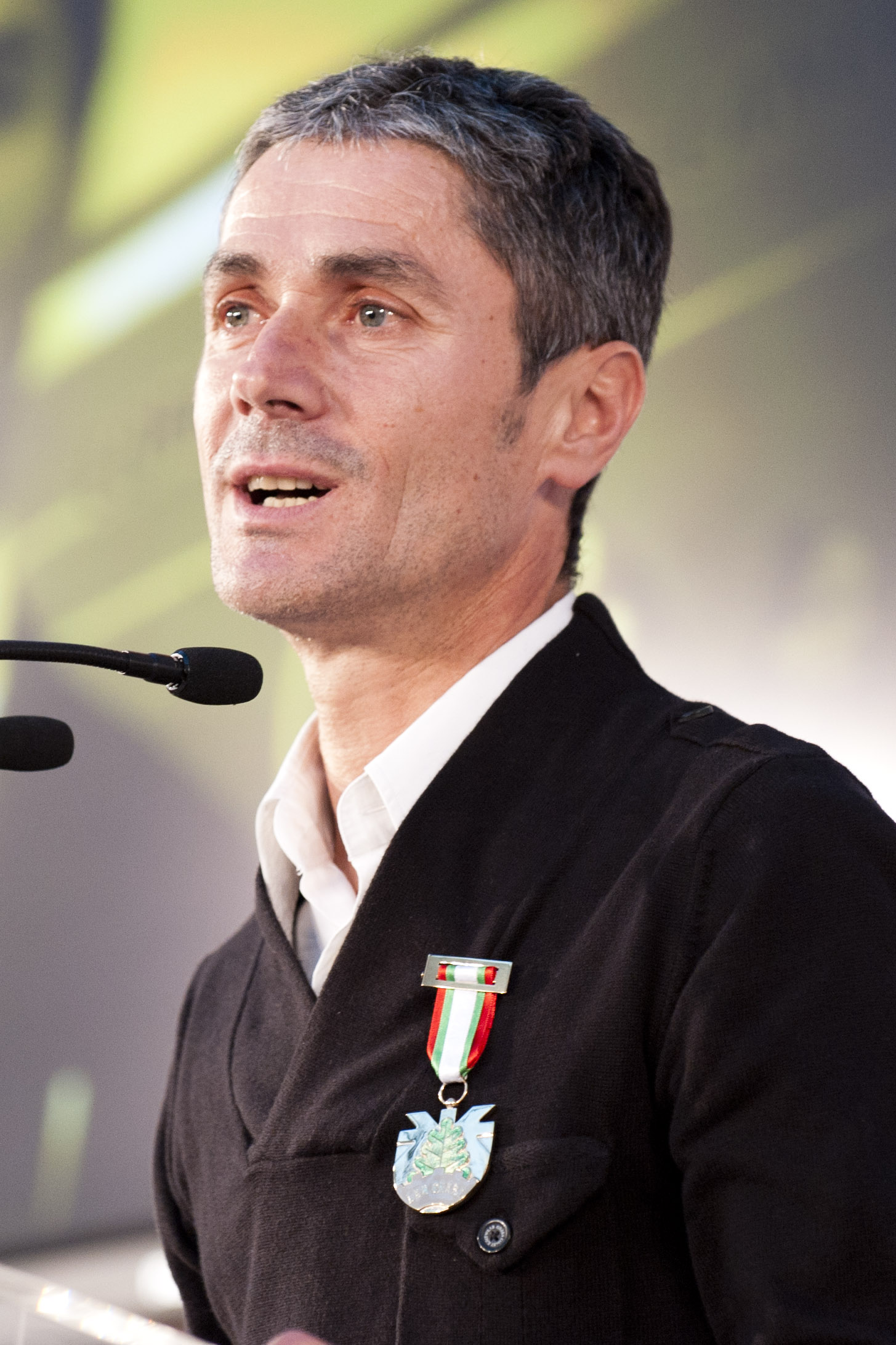
Martín Fiz

Martín Fiz, född 3 mars 1963, är en spansk före detta friidrottare (maratonlöpare).
Fiz vann 7 av de 13 maraton som han löpte under sin karriär. Bland de främsta segrarna i hans karriär finns guld från VM i Göteborg 1995 och dessutom en andra plats från VM i Aten 1997. Fiz deltog i tre olympiska spel och slutade som bäst fyra i Atlanta. Vidare har Fiz ett EM-guld från 1994 på meritlistan.